# Extended Graphics Array

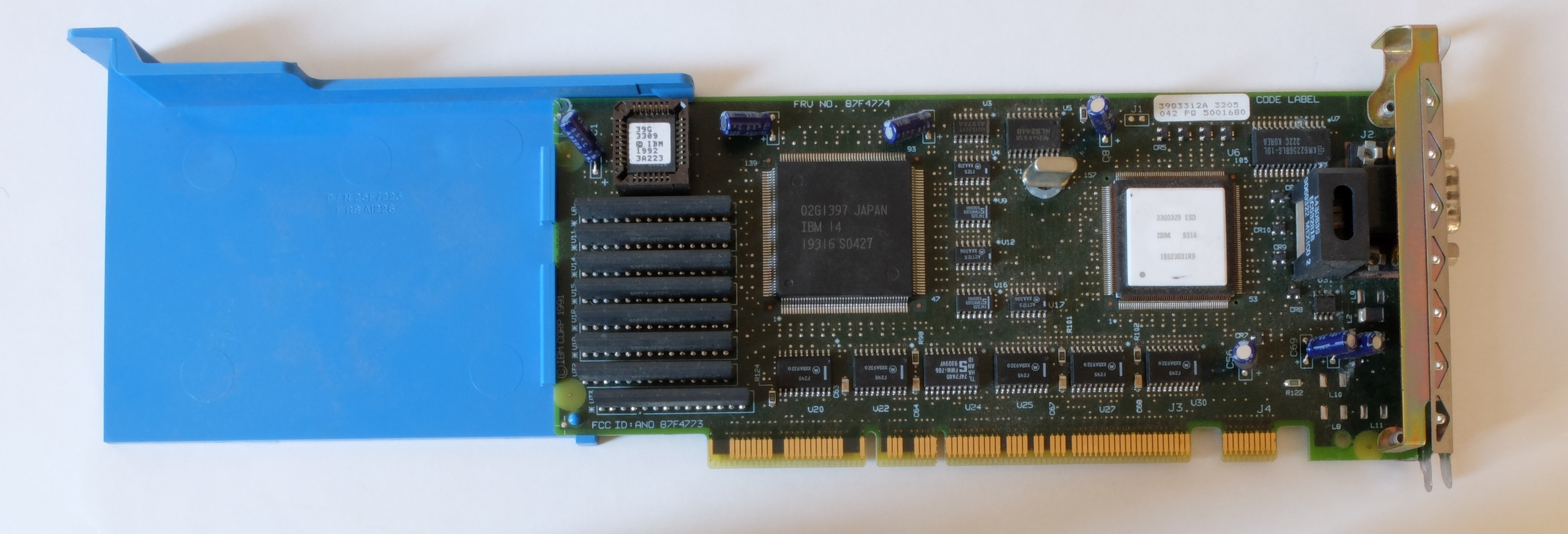
Grafikkarte vom Typ IBM XGA

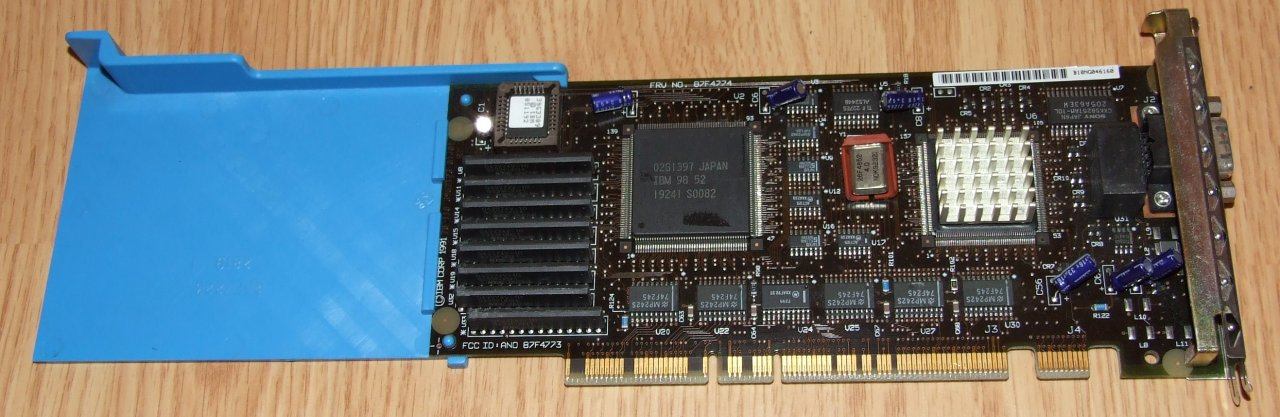
Grafikkarte vom Typ IBM XGA-2

Extended Graphics Array (Abkürzung XGA) bezeichnet sowohl einen Typ Grafikkarte, der von IBM im Oktober 1990 für die IBM-PS/2-Serie von Computern eingeführt wurde (XGA Display Adapter/A), als auch den dazugehörigen Grafikstandard.
Neben dem ursprünglichen XGA Display Adapter/A stellte IBM außerdem den ähnlichen XGA-2 Display Adapter/A her, der eine höhere erreichbare Farbtiefe ermöglichte.

## Technik
Die XGA-Hardware war abwärtskompatibel zum Grafikstandard VGA, der 8514/A-Treiber-Schnittstelle und bot außerdem einen 132-Spalten-Textmodus (üblich waren 40 und 80). Die maximale Bildauflösung betrug 1024 × 768 (bzw. 1024 × 768) Bildpunkte, die maximale Farbtiefe 16 Bit (65.536 Farben). Diese Maximalwerte konnten zwar aus Speichergründen nicht gleichzeitig erreicht werden, mit einer Erweiterung des Grafikspeichers waren jedoch 256 Farben bei 1024 × 768 Bildpunkten möglich, bzw. 65.536 Farben bei 800 × 600 (bzw. 800 × 600) Bildpunkten. Der Framebuffer ist bei XGA-Grafikkarten direkt ansprechbar, so dass ihre Hardware theoretisch jede Kombination aus Auflösung und Farbtiefe liefern kann, sofern der Grafikspeicher dazu ausreicht. Sie besitzen – anders als bei normalem VGA und analog zu 8514/A – hardwarebeschleunigte Zeichenbefehle und Cursor-Darstellung.

## Verbleib
Der XGA-Standard konnte sich im Bereich IBM-PC-kompatibler Computer nicht durchsetzen. Die wenig später erscheinenden SVGA-kompatiblen Grafikkarten von Fremdherstellern waren durch VESA-Kompatibilität vergleichbar flexibel, erreichten ähnliche Leistungen und waren für alle Busarchitekturen verfügbar. Vorbild für diese Urväter der modernen PC-Grafikhardware waren jedoch die Merkmale des XGA-Standards.

## Weitere Bedeutungen
Der Name „XGA“ wurde in Anlehnung an diesen Grafikstandard auch in einem weiteren Sinne für einen Bildmodus innerhalb des Standards VESA 2.0 benutzt, der der maximalen Bildauflösung (1024 × 768 Bildpunkte) des XGA-Standards entspricht. Zusätzlich enthält VESA 2.0 den Bildmodus SXGA (Super XGA), mit 1280 × 1024 Bildpunkten, der aber außer dem Namen nichts mit dem ursprünglichen Standard zu tun hat. Auch ähnliche Marketingbezeichnungen für bestimmte Bildmodi, die in den 2000er-Jahren aufkamen und ebenfalls das Kürzel XGA enthalten, sind nicht mit dem XGA-Standard verwandt.